# Fux-Andersknallarna
Fux-Andersknallarna är ett naturreservat i Mora kommun i Dalarnas län.
Området är naturskyddat sedan 1997 och är 231 hektar stort. Reservatet består av lövskog som vuxit upp efter bränder.